# Prymitywizm (muzyka)
Prymitywizm – styl muzyczny, bazujący na prostocie formy i struktury materiału muzycznego, typowej dla folkloru i sztuki ludów pierwotnych.
W muzyce poważnej prymitywizm pojawił się w modernizmie jako alternatywa dla zbyt wyrafinowanych kompozycji impresjonistów (głównie Debussy’ego i Ravela). Wykorzystywano proste melodie o charakterze ludowym, zbudowane wokół centralnego dźwięku na podłożu masywnych bloków harmonicznych poruszających się równolegle z mocnym efektem perkusyjnym. Ulubionym środkiem wyrazu było niemal obsesyjnie powtarzane ostinato oraz masywna orkiestracja z surowym brzmieniem. Inspirację czerpano z muzyki afrykańskiej, folkloru południowo-wschodniej Europy, azjatyckiej części Rosji i Bliskiego Wschodu.
Kompozytorami tworzącymi w duchu prymitywizmu byli Igor Strawinski (Święto wiosny), Béla Bartók (Allegro barbaro), Antonín Dvořák (Kwartet amerykański). Elementy prymitywizmu można znaleźć także u takich kompozytorów, jak George Enescu, Jean Sibelius, Carl Orff, Iannis Xenakis i in.
Do prymitywizmu czasem zalicza się ambient i podobne mu nurty, gdzie linia melodyczna jest słabo rozbudowana; przedstawicielem jest m.in. Steve Roach.